# Myriopus petionvillae
Myriopus petionvillae är en strävbladig växtart som först beskrevs av Ignatz Urban och Ekman, och fick sitt nu gällande namn av Feuillet. Myriopus petionvillae ingår i släktet Myriopus och familjen strävbladiga växter. Inga underarter finns listade i Catalogue of Life.